# Waldemar Pabst
 (juillet 2024).
Si vous disposez d'ouvrages ou d'articles de référence ou si vous connaissez des sites web de qualité traitant du thème abordé ici, merci de compléter l'article en donnant les références utiles à sa vérifiabilité et en les liant à la section « Notes et références ».
Pour les articles homonymes, voir Pabst.
Ernst Julius Waldemar Pabst, né le 24 décembre 1880 et mort le 29 mai 1970, est un soldat et un activiste politique allemand impliqué dans des activités paramilitaires nationalistes et anticommunistes extrêmes tant dans la république de Weimar qu'en Autriche. 
En tant qu'officier du corps franc, le capitaine Pabst se fait connaître en ordonnant les exécutions sommaires de Karl Liebknecht et de Rosa Luxemburg en 1919 ainsi que pour son rôle majeur dans la tentative de coup d'État de Wolfgang Kapp en 1920. En Autriche, il joue un rôle central dans l’organisation de milices de droite avant d’être expulsé en raison de ces activités. Pabst disparaît ensuite de la vie publique dans l'Allemagne nazie, car il n'a jamais été plus que vaguement associé aux nazis.

## Biographie
Pabst est le fils d'Arthur Pabst (de), directeur du musée des arts décoratifs et du musée historique de Cologne, et de son épouse Margarethe, née Lemonius.